# Pârâul lui Martin, Jijia
Pârâul lui Martin este un curs de apă, afluent al râului Jijia. 

## Hărți
- Harta Județului Botoșani